# Charles Arbogast
Charles Arbogast, né le 28 février 1913 à Bischeim (Bas-Rhin ) et mort le 20 mars 1989 à Strasbourg (Bas-Rhin), est un syndicaliste et homme politique français.

## Biographie
Fils d'un agent de maîtrise de la société des tramways de Strasbourg et d'une couturière, Charles Arbogast suit des études jusqu'au primaire supérieur, puis devient ajusteur à Bischheim.
Engagé dans l'action catholique, il devient en 1937 permanent de la Jeunesse Ouvrière Chrétienne.
Mobilisé au début de la seconde guerre mondiale, il reprend un emploi à Bischheim à son retour à la vie civile.
A la Libération, il participe à la reconstitution des syndicats chrétiens et devient secrétaire de la fédération CFTC d'Alsace et Moselle.
Membre du MRP, il est candidat en 1945 à l'élection de la première assemblée constituante, mais en position non éligible sur la liste.
En 1947, il est élu conseiller municipal de Bischheim, pour un mandat qui s'achève en 1951. En 1952, il est élu conseiller général du Bas-Rhin, dans le canton de Strasbourg-Sud.
De nouveau candidat aux législatives sur la liste du MRP en 1956, il est élu député.
A l'assemblée, il s'intéresse surtout aux questions sociales, déposant des textes relatifs aux accidentés du travail, à la sécurité sociale, et propose l'extension au niveau national du salaire minimum.
Il n'est pas réélu en 1958 et se consacre pleinement à son mandat départemental.

## Sources
Biographie sur le site de l'Assemblée nationale